# Atrophothele
Atrophothele socotrana es una especie de arañas migalomorfas de la familia Barychelidae. Es el único miembro del género monotípico Atrophothele. Se encuentra en Socotora y Yemen.